# Hans Krakow
Hans Krakow (stavas också Krakau), född okänt år, död 1671, var en svensk rådsman, bryggare och handelsman. Han var son till Mårten Krakow och Emerentia Pauli, som båda har gator uppkallade efter sig i Göteborg efter sina bravader på Gullbergs fästning 1612.
Han var samtida eller startade sitt bryggeri strax efter bryggaren Johan Casparsson Poppelman (bryggarna från Magistraten 1949) som han också var släkt med genom Johan Poppelmans fru, halvsystern Catharina Krakow.

## Rådman, handelsman och kyrkvärd
Krakau var en av de förmögnaste personerna i Göteborg. På det kyrkliga förvaltningsgebitet nådde han upp till kyrkovärd vid Gustavi Domkyrkoförsamling och på det civila till rådmansämbetet, såsom det heter i en magistratsskrivelse från den tiden:
"som allt ifrån begynnelsen enligt privilegierna varit förbehållet de äldste, förmögnaste och skickligaste av stadens borgare, sedan dessa genom sitt ärliga förhållande och sin idkesamma handel och vandel härtill gjort sig meriterade".

## Bryggare
Krakaus bryggeriverksamhet sköttes troligen av hans hustru Malin Amundsdotter, eftersom bryggerinäringen vid denna tid var ett utpräglat kvinnoyrke. Detta framgår i kungl. generalskråordningen av 1669, som föreskrev utbildning av gesäller inom bryggaregillet: den första manlige lärling som skrevs in var nämligen Hans Svensson Böker, inskriven av bryggaren och rådmannen Per Haraldson, först år 1672.
Det Krakauska ölet synes kvalitativt ha varit prima. Så angives exempelvis 1658, när kapten Letter provianterade sitt skepp "Svanen", som skulle göra krigstjänst, att det bästa kajuteölet för officerarne var levererat av Hans Krakau. Detta öl kostade dock ej mindre än 10 daler kopparmynt per tunna, under det att de andra bryggarnas pris på kajuteöl var 2 daler lägre. Skeppsölet stod vid denna proviantering, kan tilläggas, i ett pris av '4 daler kopparmynt'. Tillverkning av dylikt öl eller såsom det i längderna kallas, spisöl, förekom dock endast i mycket ringa omfattning vid det Krakauska bryggeriet' vilket både i pris och val av typ av öl talar för dåtidens höga kvalité.

## Rådsman och förläggare
Krakau måste ha varit en förmögen person, ty rådmanslönen fick han icke ut på "år och dag". Den bokföres nämligen i stadens räkenskapsböcker år efter år som Hans Krakaus innestående fordran'. Han var även förlagsman för ett flertal andra bryggare.
År 1669 hade han likväl tröttnat på affärerna, enligt vad han själv förklarade i gillet. Tydligen fann han förhållandena långt ifrån idealiska. Han talade nämligen om lamhet och slapphet på Bryggerigillets möten.